# Богуш, Лев Константинович
Лев Константи́нович Бо́гуш (18 февраля [3 марта] 1905, Москва, Российская империя — 5 октября 1994) — один из крупнейших советских хирургов современности и основоположников торакальной хирургии в СССР, создатель школы в хирургии. Был научным руководителем более 300 кандидатских и 60 докторских диссертаций. Основные работы посвящены операциям на лёгких, особенно хирургическим методам лечения туберкулёза лёгких.

## Биография
В 1928 году окончил медицинский факультет Нижегородского университета.
Многие десятилетия руководил отделом хирургии Центрального НИИ туберкулёза и был профессором Центрального Института Усовершенствования Врачей, организатором и заведующим кафедрой хирургии лёгочного туберкулёза, позднее переименованной в кафедру торакальной хирургии, работавшей на базе этого отдела. Замечательный человек, пользовался огромным уважением у коллектива и пациентов.
Академик АМН СССР (1963), лауреат Ленинской премии (1961) и Государственной премии СССР (1974). Награждён орденами Ленина, Отечественной войны 1-й степени (06.04.1985), Отечественной войны 2-й степени (13.06.1943), Трудового Красного Знамени, Дружбы народов и Красной Звезды (07.04.1940), медалью «За боевые заслуги» (06.12.1942) и другими медалями.
Похоронен на Кунцевском кладбище.

### Происхождение
Корни Л. К. Богуша уходят в глубь веков из Каменец-Подольского — (польск. Kamieniec Podolski; арм. Կամիանեց-Պոդոլսկի; идиш: קאָמענעץ (Коменец) — с XI века был известен как Каменец (укр. Кам’янець) от (восточнославянского — «камень»), что было связано со скальным характером грунта местности.
В более поздних источниках и летописях появляется новое, двойное название — Каменец-Подольский, с упоминанием во второй части Подолья — (укр. Поділля; польск. Podole — «долина, низина», также известное в русских летописях как «Понизье») местонахождения города, что было необходимо для отличия Каменца от имевших идентичное название городов, в частности Каменца-Литовского. В конце XIX — начале XX вв. город носил название «Каменец-Подольск». В средние века насчитывалась многочисленная армянская диаспора на территории Подолья.
В конце ХVII в. Павел Богуш, один из виднейших польских художников армянского происхождения, расписал алтарь львовского храма. В 1733 г. храм был обновлен в стиле барокко. В 1926 г. Ян Розен расписал интерьер церкви в стиле модерн, а Юзеф Мегофер украсил купол мозаикой.

## Цитаты
Помню, я работал уже в Москве, однажды ночью меня разбудил Лев Константнович Богуш — крупнейший хирург современности. В Институте туберкулёза в хирургическом отделении, которым он руководил, погибала больная после плевропневмоэктомии от кровотечения из-за нарушения свёртываемости крови. Он знал, что у нас оперировавших в условиях искусственного кровообращения, более широкие возможности для стабилизации свёртывающей системы крови и остановки кровотечения. Я заехал в свой институт, забрал всё, что только мог, и мы поехали на Яузу, в Институт туберкулёза. Проезжая мимо дежурного гастронома, Лев Константинович остановил машину и попросил меня зайти в магазин: «Купи поесть чего-нибудь, ну, там побольше колбасы, хлеба. Ребята с утра сидят…»В. И. Бураковский, «Записки кардиохирурга»
До меня семь операций сделал Л. К. Богуш умерло у него двое больных. Конечно, были публикации с Запада, но не так, чтобы блестящие. Так я начал оперировать туберкулёз. Дело пошло.Н. М. Амосов, Голоса времен.